# Gennaro Vecchione
Gennaro Vecchione (* 17. Juni 1959 in Rom) ist ein General der Guardia di Finanza und Präfekt im Ruhestand. Zuletzt war er bis 2021 Koordinator der zivilen Nachrichtendienste Italiens.

## Werdegang
Vecchione ist Absolvent der Militärschule Nunziatella in Neapel, an der er 1978 seine Hochschulreife erlangte. Danach trat er in den Dienst der Guardia di Finanza, die ihn an ihrer Akademie in Rom zum Offizier ausbildete. Im Jahr 1988 schloss er an der Universität Mailand ein Jurastudium ab. Weitere Hochschulabschlüsse erwarb er 2003 in Wirtschaftswissenschaften an der Universität Tor Vergata in Rom und 2004 in Politikwissenschaften an der Universität Triest sowie 2006 in Steuerrecht an der Wirtschaftsuniversität Luigi Bocconi in Mailand.
Als Offizier der Guardia di Finanza leitete Vecchione von 1982 bis 1985 eine Teileinheit des regionalen Steuerpolizeikommandos in Mailand. Danach war er 1986 Kompaniechef und 1987 Leiter einer Steuerpolizei-Einheit in Ferrara. Von 1987 bis 1990 war er Hörsaalleiter an der 1984 nach Bergamo verlegten Akademie der Guardia di Finanza. Von 1990 bis 1992 leitete er eine Sondereinheit zur Bekämpfung der organisierten Kriminalität (GICO) beim Steuerpolizeikommando in Rom, danach war er bis 1994 beim Generalkommando in Rom tätig. Nach dem Besuch eines zweijährigen steuerpolizeilichen Fachlehrgangs leitete er von 1996 bis 1998 die Operationsabteilung des Steuerpolizeikommandos in Rom, danach stand er bis 2003 an der Spitze des Provinzkommandos Treviso. Es folgten bis 2008 verschiedene spezialisierte Stabs- und Leitungsverwendungen, unter anderem in den Bereichen Kartellrecht, öffentliche Arbeiten, Energie, Steuerhinterziehung und Datenschutz. Von 2008 bis 2011 war er beim Amt des Ministerpräsidenten tätig und dort für die Bekämpfung des Fördermittelbetrugs zuständig.
Von 2011 bis 2013 war Vecchione Kommandeur der Ausbildungslegion für Mannschaften in Bari, danach leitete er das Kommando für Sonderaufgaben der Guardia di Finanza und auch deren neues Kommando für den Schutz von Wirtschaft und Finanzen. 2017 übernahm er die Leitung der Polizeihochschule Scuola di perfezionamento per le forze di polizia in Rom. Von November 2018 bis Mai 2021 stand er dem Dipartimento delle Informazioni per la Sicurezza (DIS) vor, das die zivilen Nachrichtendienste Italiens koordiniert. Als Leiter des DIS wurde Vecchione zum Generalleutnant befördert und auch zum Präfekten ernannt. Unübliche direkte Verhandlungen, die Vecchione 2019 in Rom im Auftrag von Ministerpräsident Giuseppe Conte mit US-Justizminister William Barr führte, veranlassten das italienische Parlament zur Einleitung einer Untersuchung. Bei den Verhandlungen ging es um politisch brisante E-Mails und um ausländische Einmischungen in die Präsidentschaftswahl in den Vereinigten Staaten 2016.

## Absetzung
Am 12. Mai 2021 wurde Vecchione als DIS-Leiter auf Vorschlag des zuständigen Staatssekretärs Franco Gabrielli von Ministerpräsident Mario Draghi vorzeitig durch die Generalsekretärin des Außenministeriums, Elisabetta Belloni, ersetzt. Grund hierfür waren dienstfremde politische Kontakte, die Vecchiones leitender Mitarbeiter Marco Mancini mit dem ehemaligen Ministerpräsidenten Matteo Renzi hatte. Mancini war in Skandale des früheren Militärgeheimdienstes SISMI verwickelt.

## Sonstiges
Vecchione war neben seinen genannten Verwendungen auch als Dozent an der Akademie und an der steuerpolizeilichen Fachschule der Guardia di Finanza sowie an der Universität Rom III tätig und schrieb etliche wissenschaftliche Aufsätze und Artikel. Zu seinen zahlreichen Auszeichnungen erhielt er im Dezember 2018 das Großkreuz des Verdienstordens der Italienischen Republik.